# Crkva sv. Antuna Padovanskog u Daruvaru
Crkva sv. Antuna Padovanskog u Daruvaru župna je rimokatolička crkva u Daruvaru u Bjelovarsko-bilogorskoj županiji.
Osnivanjem nove župe sv. Antuna Padovanskog u Daruvaru 2003. godine nastala je potreba za gradnjom nove crkve. Župa je osnovana podjelom župe Presvetog Trojstva u Daruvaru na dva dijela. Godine 2006. započeli su radovi na izgradnji župne crkve sv. Antuna Padovanskog u Daruvaru i pastoralnog centra koje je projektirao arhitekt Ivan Antolić, a 13. lipnja 2009. požeški biskup Antun Škvorčević blagoslovio je gradilište i položio kamen temeljac s poveljom. Prvi župnik bio je Branko Gelemanović. Crkva je u potpunosti sagrađena i uređena do 2016. godine.